# Ørnes
Ørnes (pitesamiska: Gárrgonjárrga) är en tätort som utgör centralort i Meløy kommun i Nordland fylke i norra Norge. Orten ligger vid fylkesväg 17 och är en av Hurtigrutens angöringshamnar. Härifrån utgår också flera lokala båtlinjer. Orten fick privilegier som handelsplats 1794.